# Absolutyzm oświecony

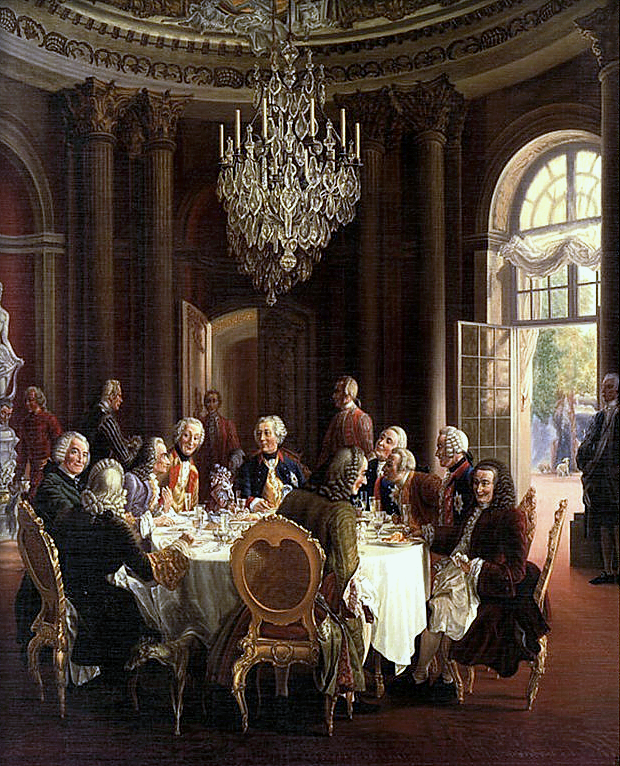
Fryderyk II spotyka się z filozofami przy okrągłym stole

Absolutyzm oświecony – odmiana absolutyzmu – forma ustroju państwa rozpowszechniona w Europie w II połowie XVIII w., w której władca uznaje niektóre zasady umowy społecznej między sobą, a społeczeństwem; przyznaje mu pewne wolności np. tolerancję religijną, jednocześnie jednak pozostając monarchą absolutnym, sprawującym władzę nad wszelkimi dziedzinami administracji państwowej. Mianuje się pierwszym sługą państwa. Z teorii tej korzystali władcy w celu umocnienia swoich rządów.
Jako idea wywodziła się z filozofii oświecenia i zakładała, że władza panującego pochodzi od ludu, który zrezygnował ze swoich praw politycznych na rzecz monarchy. Szczególnie przekonanie to widoczne jest w poglądach Fryderyka Wielkiego, króla Prus, który nazywał się „pierwszym sługą państwa”, a poddanym niższego stanu powtarzał: „Moje dzieci, jestem tylko waszym sługą”. Monarchia oświecona była popierana przez główny nurt filozofów oświecenia z Wolterem na czele.
Charakterystyczna dla absolutyzmu oświeconego była centralizacja władzy przy jednoczesnym tworzeniu różnych organów administracji. Era absolutyzmu oświeconego to złoty okres biurokracji.
Szczególnie widoczna była wówczas troska monarchy o silną pozycję międzynarodową państwa. Przeprowadzano reformy administracji, finansów, wystawiano nowoczesne armie, inwestowano w rozwój nauki.
Absolutyzm oświecony najpełniej rozwinął się w Prusach (Fryderyk II Wielki), Austrii (Maria Teresa i Józef II), w państwach skandynawskich (Gustaw III). Miał duży wpływ na monarchię w Hiszpanii (Karol III Burbon, Zenón de Somodevilla y Bengoechea, markiz Ensenada, Pedro de Aranda, José Moñino, hrabia Floridablanca) i Portugalii (markiz de Pombal). W Rosji część idei absolutyzmu oświeconego przyjęła Katarzyna II Wielka.
Pojęcia absolutyzm oświecony zaczęto używać dopiero w XIX wieku - zostało ono ukute w 1847 roku przez Wilhelma Roschera. Semantycznie zbliżone określenie legalny despota zastosował w XVIII wieku jako pierwszy Pierre-Paul Lemercier de La Rivière.